# Smarteon
Smarteon Systems s.r.o. je česká společnost, která se specializuje na inteligentní elektroinstalace v luxusních rodinných domech.   Sídlí v jihomoravských Sokolnicích, kromě střední Evropy však působí také ve Spojených arabských emirátech (SAE), kde má svoji sesterskou společnost Smarteon Systems Trading L.L.C.    Provozuje dva showroomy chytrého bydlení, jeden v Brně a druhý v Dubaji.  

## Historie
Česká společnost Smarteon Systems s.r.o. vznikla v roce 2015, emirátská pobočka Smarteon Systems Trading L.L.C. zahájila provoz v roce 2018.   Majitelem a generálním ředitelem společnosti je Miroslav Padalík, technickým ředitelem je Vojtěch Zavřel. Vzájemně se poznali, když pracovali na bezpečnostních armádních softwarech, například pro státní správy Norska, Brazílie, Jihoafrické republiky, Austrálie nebo Japonska.  Oba vybudovali chytré domy nejprve pro svoje rodiny, a nové technické prvky nadále testují nejdříve doma. 

## Současnost
Smarteon se prezentuje jako integrátor různých technických prvků, například zabezpečovacích systémů, nástěnných tlačítek, přístrojů pro hlasové ovládání domácnosti apod.  Chytré bydlení má odpovídat individuálním potřebám a představám konkrétního člověka nebo rodiny.  Například zahradní bazén může být monitorován senzory tak, aby byli rodiče okamžitě informováni, pokud jejich malému dítěti hrozí utonutí. 
Smarteon používá komponenty od rakouské společnosti Loxone Electronics GmbH, od které dostal titul Flagship Partner, jakožto její hlavní partner na Moravě a ve Spojených arabských emirátech.  Má 16 pracovníků, včetně projektantů, elektrikářů a programátorů. 

## Vize do budoucna
Smarteon má znamenat pohodlné bydlení ve světě, který je technicky stále složitější.  Představitelé společnosti tvrdí, že chtějí vyvinout novou generaci chytrých domů, které se budou učit z lidského chování. 
Podle futuristické firemní vize budou chytré domy poměrně autonomní, ale zároveň vzájemně dobrovolně integrované, aby si mohly podle aktuální potřeby předávat své energetické přebytky a přitom příliš nezatěžovaly životní prostředí. Takže vzniknou inteligentní města, která budou sama sobě elektrárnami i teplárnami, a navíc dokážou efektivněji hospodařit s vodou, například pomocí přečerpávacích retenčních nádrží.   Tento decentralizovaný model se má v budoucnu stát ekonomicky výhodnějším, než tradiční energetika, založená na velkých centrálních výrobcích a distributorech. 